# ヴィンロイ県
ヴィンロイ県（ヴィンロイけん、ベトナム語：Huyện Vĩnh Lợi / 縣永利）は、ベトナム社会主義共和国バクリエウ省の県。面積は252.80km²、人口は101,025人（2019年）である。

## 行政区画
1市鎮7社から構成される。